# Zongo Junction
Zongo Junction is een Amerikaanse instrumentale Afrobeat-band uit Brooklyn. De groep verrijkt haar muziek met jazz en funk, waarbij zij elementen gebruikt van muzikanten en groepen als Sun Ra, Talking Heads en Fela Kuti. De band werd in 2009 opgericht door drummer Charles Ferguson, na een verblijf van een half jaar in Ghana. Zongo Junction heeft enkele albums uitgebracht.
De bandleden zijn (2013):
- Charles Ferguson (drums)
- Morgan Greenstreet (percussie)
- Jordan Hyde (gitaar)
- Mikey Hart (gitaar)
- Noah Garabedian (basgitaar)
- Ross Edwards (keyboards)
- Adam Schatz (tenorsaxofoon)
- Jonah Parzen-Johnson (baritonsaxofoon)
- Joe Hartnett (altsaxofoon)
- Kevin Moehringer (trombone)
- Aaropn Rockers (trompet)

## Discografie
- Thieves!, 2010
- The Van That Got Way, Primary Records, 2012